# Porcellium conspersum

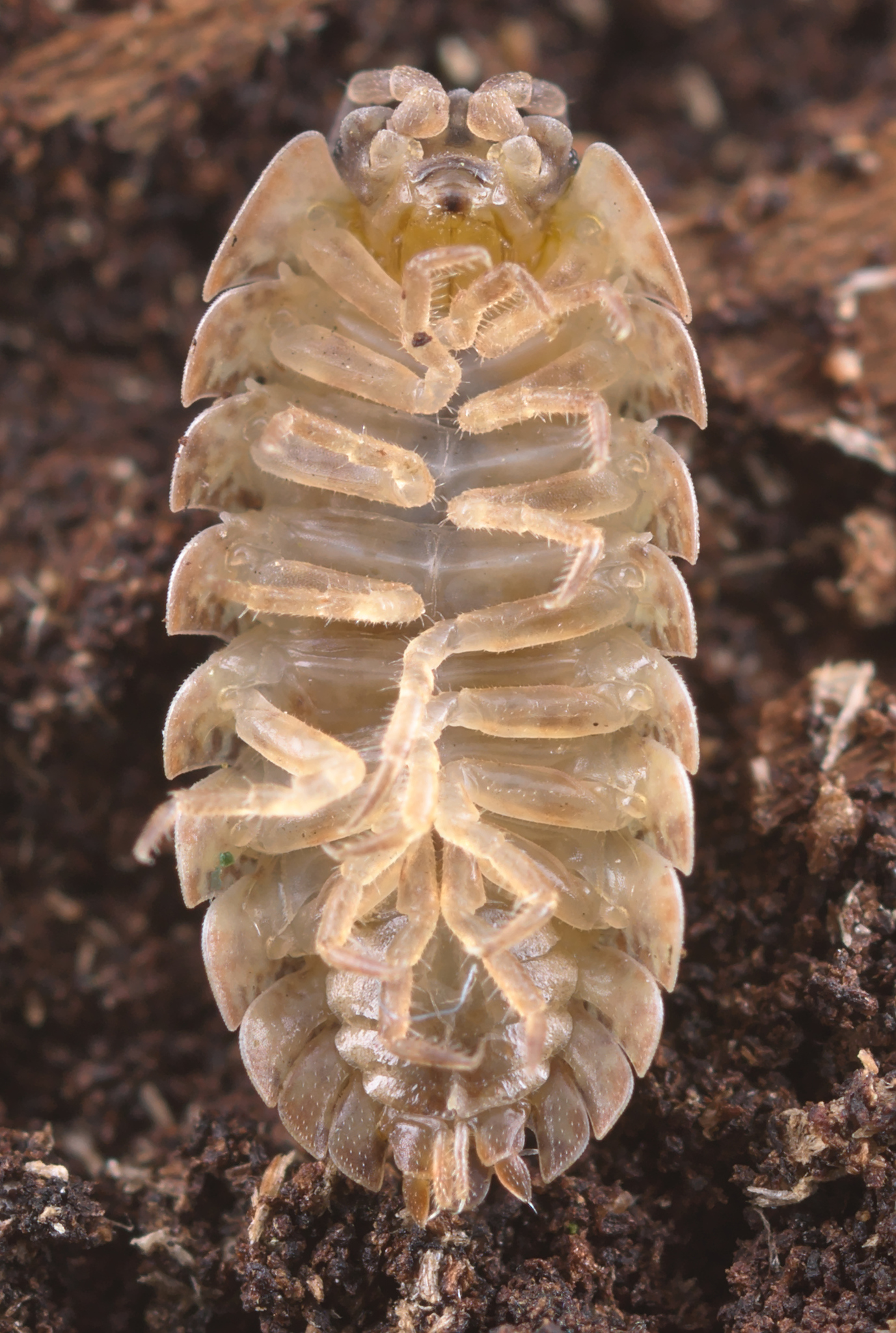
Unterseite eines Exemplars

Porcellium conspersum ist eine in Mitteleuropa verbreitete Art der Landasseln. Sie kann sich bei Gefahr zu einer unvollständigen Kugel zusammenrollen.

## Merkmale
Die Körperlänge beträgt 6–9 mm. Der Hinterleib (Pleon) ist nicht schmaler als der Vorderleib (Cephalothorax), die Körperform ist ausgestreckt lang oval und die Körperoberfläche glatt. Die Grundfarbe ist braun, wird auch als gelblich mit brauner Marmorierung beschrieben. Eine Marmorierung kann, aber muss nicht, vorhanden sein. Auf dem Körper befinden sich weißliche Fleckenreihen.
Die Art rollt sich bei Störung zu einer unvollständigen Kugel zusammen, bei der die Antennen deutlich außerhalb der Kugel bleiben (anders als bei den meisten Rollasseln).
Die Hinterecken des 1. Segments (1. Pereiomer) sind zipfelig ausgezogen. Die Antenne besitzt 2 Geißelglieder. Die Augen bestehen aus mehr als 5 Ocellen. Die Seitenlappen am Kopf sind deutlich zu sehen. Das kurze Telson am Körperende ist am distalen Ende breit und gleichmäßig zungenförmig gerundet. Bei den Uropoden neben dem Telson ist der kurze Außen-Ast (Exopodit) abgeflacht und länger und breiter als der Innen-Ast (Endopodit). Das Grundglied der Uropoden trägt keinen Fortsatz. Auf der Stirnplatte befindet sich kein Stirndreieck. Der Mittellappen am Kopf ist spitz dreieckig geformt. P. conspersum besitzt 5 Trachealsysteme. Die Männchen weisen am 7. Laufbein einen Ischium mit knopfartigem Höcker auf.

### Ähnliche Arten
Durch das unvollständige Kugelungsvermögen und die ovalen, leicht hervorragenden Uropoden, unterscheidet sich die Art von den Rollasseln der Gattung Armadillidium. In Deutschland gibt es noch 3 weitere Landasseln mit einem unvollständigen Kugelungsvermögen: Cylisticus convexus, Porcellium collicola und Porcellium fiumanum. Bei C. convexus ist das Telson spitz zulaufend, bei P. collicola ist es spitz gerundet und bei P. fiumanum gerade abgestutzt. Ebenfalls ähnlich sind die Arten Porcellio dilatatus (zungenförmig zulaufendes Telson) und Porcellio scaber (spitz zulaufendes Telson), die beide aber kein Kugelungsvermögen besitzen und sich dadurch deutlich unterscheiden. Von den nahe verwandten Trachelipus-Arten unterscheiden sich die Porcellium-Arten durch den dreieckig vorspringenden Mittellappen, der bei den Trachelipus-Arten bogenförmig gerundet ist.
Vor allem Porcellium collicola ist eine sehr ähnliche Art, da auch bei ihr der Endzipfel des Telsons zungenförmig und hinten breit gerundet ist. Allerdings sind bei ihr die Telsonseiten stark konkav und nicht schwach konkav und das Telsonende spitz gerundet anstatt breit gerundet. Außerdem besitzt P. collicola ein stärkeres Kugelungsvermögen.

## Verbreitung
Das Verbreitungsgebiet der Art liegt in Mitteleuropa. Hier erstreckt es sich vom östlichsten Frankreich und Belgien über die Schweiz und Deutschland (eventuell nahe der deutschen Grenze auch in den Niederlanden) bis nach Polen, Tschechien, Österreich, Slowenien und in die Slowakei. Es existiert zudem ein isolierter, nicht gesicherter Fundpunkt aus der Ukraine. In der Literatur wird auch von Vorkommen in Ungarn, Rumänien, Lettland und Süddänemark berichtet. Generell scheint sie Mittelgebirgsgegenden zu bevorzugen und ist in den Alpen nur am Nordrand zu finden.
In Deutschland ist die Art weit verbreitet, kommt aber eher vereinzelt vor. Vor allem in Norddeutschland sind neuere Funde selten. Seit 2000 wurde die Art nur in Nordrhein-Westfalen, Hessen, Bayern und Sachsen-Anhalt nachgewiesen. Zwischen 1950 und 2000 liegen auch Nachweise aus Schleswig-Holstein, Mecklenburg-Vorpommern, Thüringen, Sachsen und Baden-Württemberg vor. Vor 1950 wurde die Art auch in Hamburg, Berlin und Brandenburg nachgewiesen. Das muss nicht bedeuten, dass die Art heutzutage nur noch in wenigen Bundesländern vorkommt; fehlende neuere Daten können auch auf das Fehlen von Studien zurückzuführen sein oder die Art wurde übersehen. Generell gehört sie aber zu den weniger häufigen Landasseln Deutschlands.
Die Art gilt in Deutschland als ungefährdet. In Hessen ist sie weit verbreitet. Generell ist sie häufiger als andere Porcellium-Arten.

## Lebensraum
Die Art lebt in Laubwäldern, an Laubwaldrändern, in Erlenbrüchen, auf bewaldeten Hängen, in Steinbrüchen und Straßengräben und findet sich hier an feuchten und schattigen Stellen unter Holz, Rinde und Laub. Die Art verträgt nur mäßige Feuchtigkeit, daher wird sie ausschließlich unter Steinen, die keine Wasserspeicherfähigkeit besitzen, angetroffen. Junge Tiere leben in Laubschichten und auf bemoosten Felsbrocken. In Hessen wurde die Art noch nicht synanthrop gefunden.

## Lebensweise
Die Art ist ganzjährig zu finden, aber vor allem von März bis Oktober.
Im Freiland ist die Art regelmäßig mit folgenden Asseln vergesellschaftet: Hyloniscus riparius, Trichoniscus pusillus, Lepidoniscus minutus, Oniscus asellus, Armadillidium pictum und Armadillidium pulchellum.

## Taxonomie
Die Art wurde 1841 von Carl Ludwig Koch als Porcellio conspersus erstbeschrieben. Weitere Synonyme lauten Porcellio crassicornis C.L. Koch, 1841 und Porcellium triangulifer Verhoeff, 1907.